# Mask Machine
Mask Machine è un singolo del supergruppo statunitense Flying Colors, pubblicato il 5 agosto 2014 come unico estratto dal secondo album in studio Second Nature.

## Descrizione
Seconda traccia dell'album, Mask Machine è stata descritta da Prog Metal Zone come uno dei brani più pesanti dell'album, caratterizzata da un'introduzione di basso e dall'alternanza tra la voce sostenuta di Casey McPherson nelle strofe e le armonie vocali di Neal Morse e Mike Portnoy nei ritornelli.

## Video musicale
Il video, diretto da Vincente Cordero, è stato reso disponibile il 19 agosto 2014 attraverso il canale YouTube della Mascote Label Group e mostra esclusivamente il gruppo eseguire il brano sopra un palco.

## Tracce
Download digitale
1. Mask Machine – 6:06

CD promozionale
1. Mask Machine (Radio Edit) – 4:04

## Formazione
Gruppo
- Casey McPherson – voce, chitarra
- Steve Morse – chitarra solista
- Dave LaRue – basso
- Neal Morse – tastiera, voce, chitarra
- Mike Portnoy – batteria, voce, percussioni

Produzione
- Flying Colors – produzione
- Bill Evans – produzione esecutiva, ingegneria
- Jerry Guidroz – ingegneria
- Rich Mouser – missaggio
- Paul Logus – mastering
- Jeff Fox – assistenza musicale